# Torre de Punta Prima
La torre de Punta Prima o de Son Ganxo es la que está más al sur de la isla de Menorca, en España. Fue construida con el diseño del ingeniero militar Ramón Santander. Se terminó de construir el 17 de junio de 1787. Tiene 3 plantas y está en muy buen estado de conservación. Pertenece al Consejo Insular de Menorca y la gestiona el Institut de la Joventut de Menorca (INJOVE).

### ¿Qué utilidad tenía?
La utilidad de la torre era servir como un puesto de vigilancia. Si se acercaba un barco enemigo o no autorizado, se encendía una hoguera para que el humo avisara a las torres de los alrededores, alertando así a toda la isla.